# Winfried Zehetmeier
Winfried Zehetmeier (* 30. Mai 1933 in München; † 26. Juni 2019) war ein deutscher Kommunalpolitiker (CSU) in Bayern, Pädagoge und Autor.

## Beruf und Politik
Nach dem Studium der Klassischen Philologie und Germanistik an der Ludwig-Maximilians-Universität München und der Promotion zum Doktor der Philosophie war er von 1957 bis 1978 im höheren Schuldienst (Gymnasialdienst) tätig, zuletzt als Oberstudiendirektor des Otto-von-Taube-Gymnasiums. Von 1966 bis 1996 war er Mitglied des Münchner Stadtrats und dort von 1970 bis 1978 CSU-Fraktionsvorsitzender im Stadtparlament. 1972 kandidierte Zehetmeier als Münchner Oberbürgermeister, verlor jedoch deutlich gegen den SPD-Politiker Georg Kronawitter. Von 1978 bis 1990 war Zehetmeier dann Zweiter Bürgermeister der Landeshauptstadt München. Ab 1990 war Zehetmeier freischaffender Künstler. Er war Mitglied der Katholischen Bayerischen Studentenverbindung Rhaetia München.
Winfried Zehetmeier, der im Juni 2019 im Alter von 86 Jahren starb, wurde durch ein städtisches Ehrenbegräbnis auf dem Waldfriedhof München geehrt.

## Kulturelles Engagement und Auszeichnungen

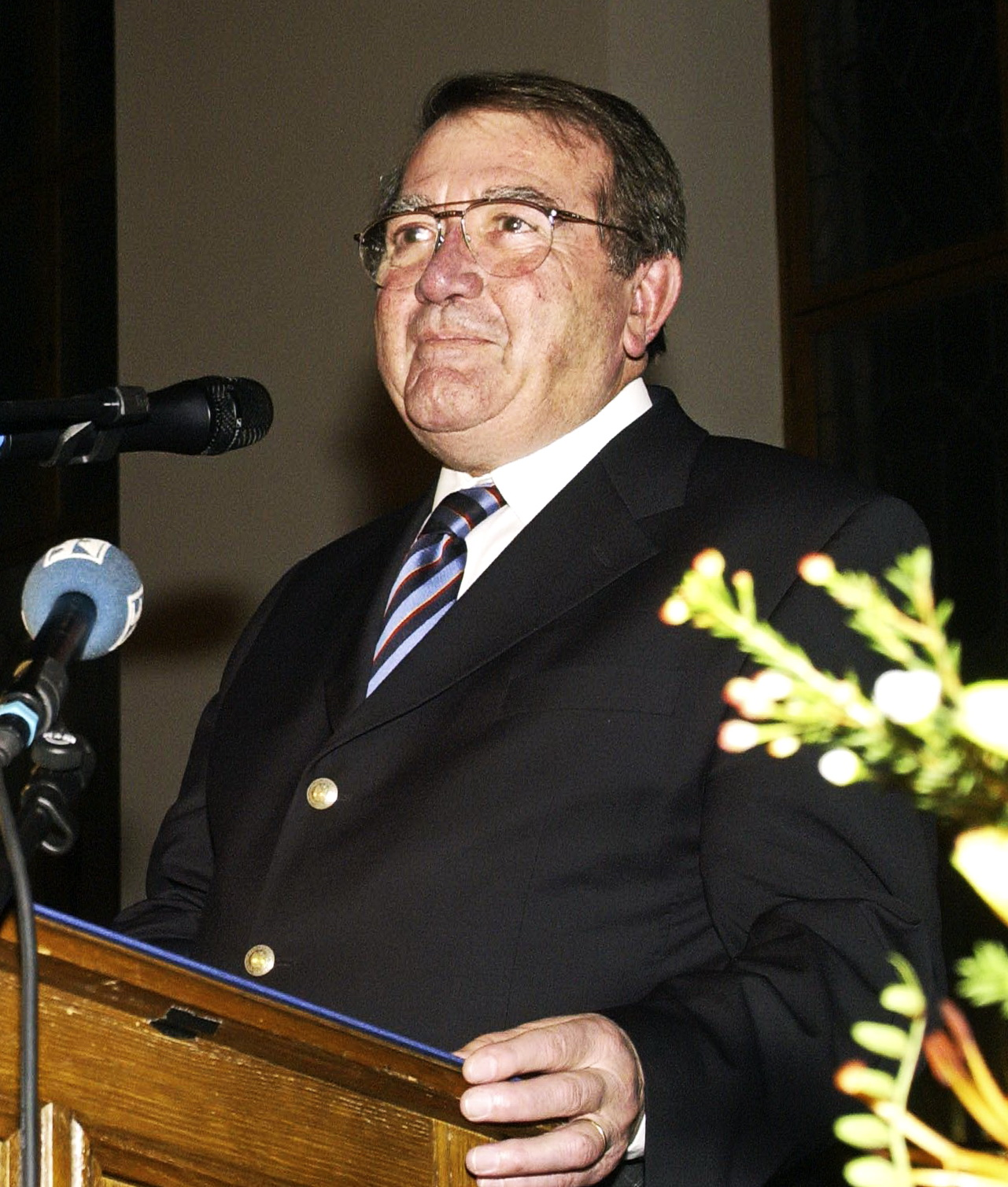
Winfried Zehetmeier beim Bayerischen Poetentaler, 2004

Als Vorsitzender der Theatergemeinde München engagierte er sich bis November 2006 für das kulturelle Leben in München. Als 1982 der Ernst-Hoferichter-Preis der Stadt München an den Schauspieler Jörg Hube, den Rundfunkjournalisten Kurt Seeberger und den Arbeiterschriftsteller August Kühn verliehen wurde, weigerte Zehetmeier sich jedoch aus Protest gegen Kühns linke politische Gesinnung, den Preis persönlich zu übergeben. 2004 kam es dann aber zumindest mit Jörg Hube doch noch zu einer gemeinsamen Preisverleihung, als Zehetmeier für seine Verdienste um die bayerische Kultur gemeinsam mit ihm, Jutta Makowsky und der Couplet-AG den angesehenen Bayerischen Poetentaler der Münchner Turmschreiber erhielt. 1983 erhielt Zehetmeier die Goldene Ehrenplakette des Österreichischen Fremdenverkehrsverbandes, 1984 wurde er Ehrenmitglied des Verbandes Münchner Tonkünstler und 1993 erhielt er die Goldene Bürgermedaille der Landeshauptstadt München. Auch als Kunstmaler hat er Anerkennung gefunden.

## Veröffentlichungen
- Richtig sprechen. Schulz, Percha am Starnberger See 1986.
- Taubenjagd – Erzählungen. Ehrenwirth, München 1984.
- Gegenzauber – Gedichte. Ehrenwirth, München 1979.